# Jane Goldman

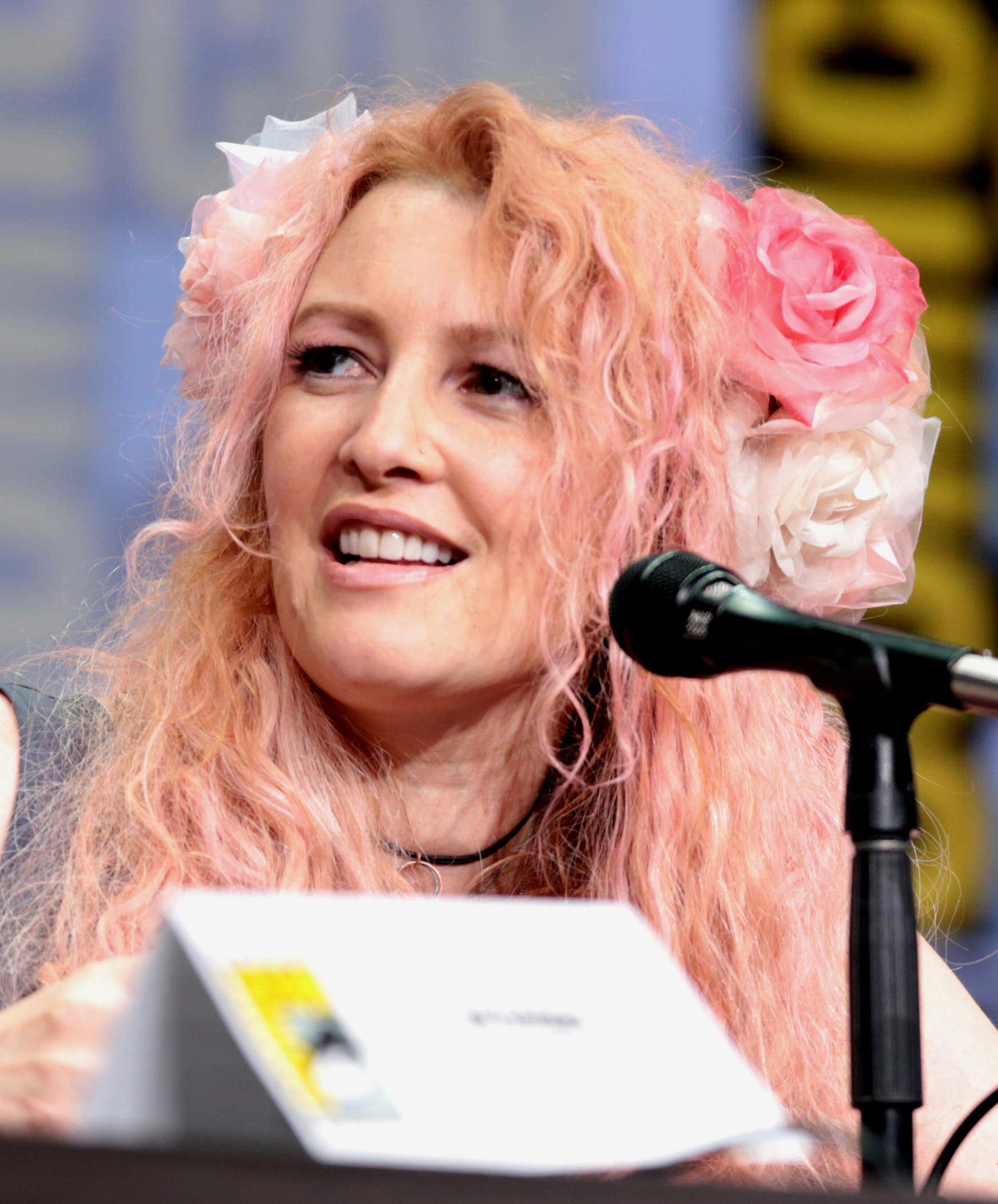
Jane Goldman auf der Comic-Con in San Diego (2017)

Jane Loretta Anne Goldman (* 11. Juni 1970 in Hammersmith, London) ist eine britische Schriftstellerin, Fernsehmoderatorin und -produzentin sowie eine der erfolgreichsten britischen Drehbuchautorinnen.

## Leben
Goldman wurde in Hammersmith, einem Stadtteil Londons geboren. Mit 18 Jahren heiratete sie den Fernsehmoderator Jonathan Ross. Sie haben drei Kinder (1991, 1994, 1997).
Nachdem sie mehrere Bücher geschrieben hatte, wie den von Kritikern gelobten Thriller Dreamworld oder das Sachbuch The X-Files Book of the Unexplained, das sich mit der Fernsehserie Akte X auseinandersetzt, wurde sie im Jahr 2001 für die britische Sitcom Baddiel's Syndrome erstmals als Drehbuchautorin tätig. Zwischen 2003 und 2004 moderierte sie ihre eigene Mystery-Serie, Jane Goldman Investigates. Seit 2004 ist sie Produzentin der jährlichen Gameshow The Big Fat Quiz of the Year. 2007 schrieb sie gemeinsam mit Matthew Vaughn das Drehbuch zu Der Sternwanderer. Daraufhin wurde sie zu seiner festen Ko-Drehbuchautorin und schrieb gemeinsam mit Vaughn die Drehbücher zu den Filmen der Marv-Films-Produktionen: Kick-Ass, X-Men: Erste Entscheidung und Eine offene Rechnung. Bei dem Film Kick-Ass war Jane außerdem als Co-Produzentin tätig und für den Film Eine offene Rechnung schrieb Goldman die Grundgeschichte. Für den Horrorfilm Die Frau in Schwarz, der auf einem Roman Susan Hills basiert, schrieb Jane Goldman das Drehbuch erstmals allein.

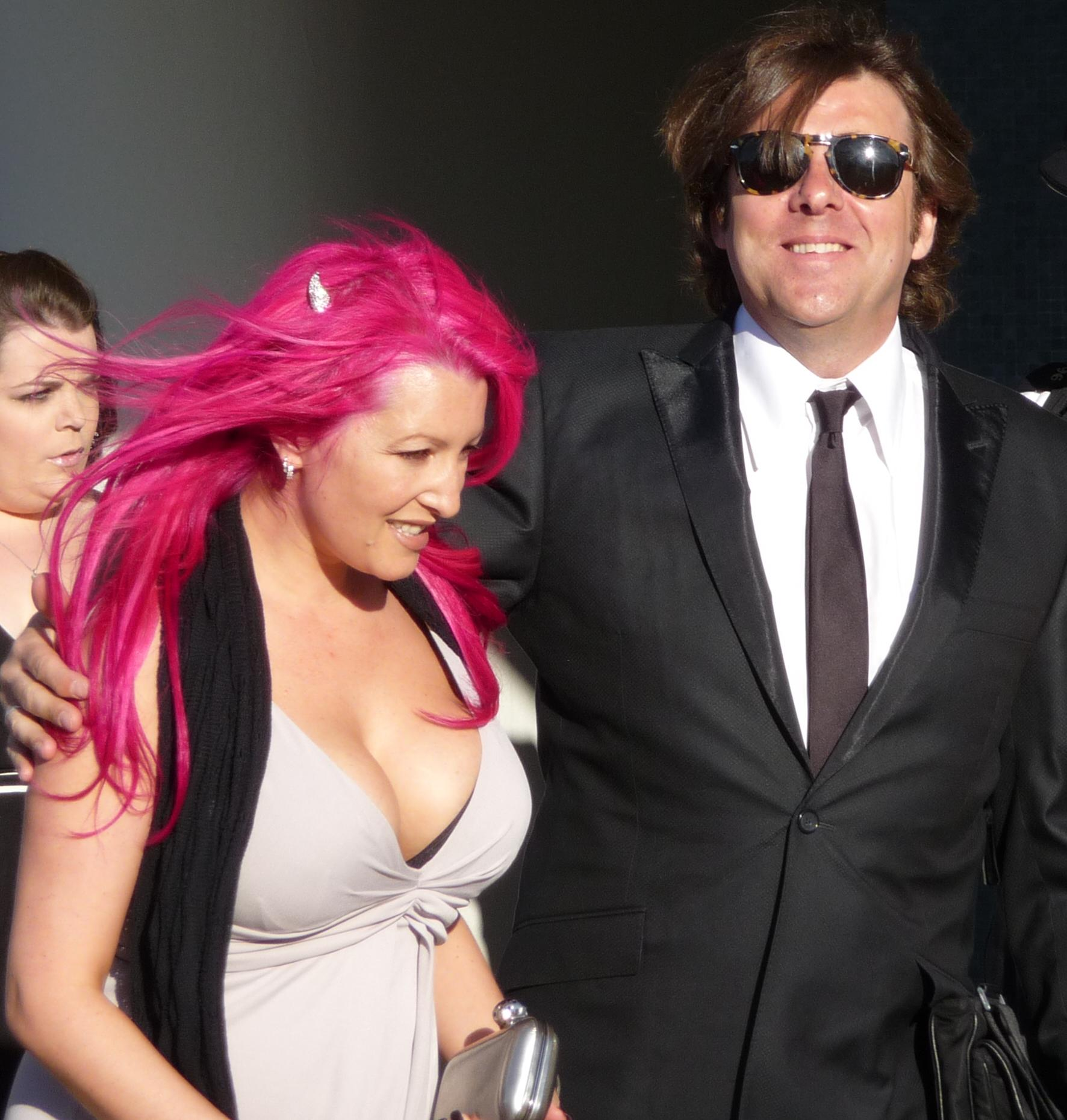
Jane Goldman mit ihrem Mann Jonathan Ross (2009)

## Filmografie (Auswahl)
- 2001: Baddiel's Syndrome – Drehbuchautorin
- 2003–2004: Jane Goldman Investigates – Moderatorin
- Seit 2004: The Big Fat Quiz of the Year – Produzentin
- 2007: Der Sternwanderer (Stardust) – Ko-Drehbuchautorin
- 2010: Kick-Ass – Ko-Drehbuchautor, Ko-Produzentin
- 2011: X-Men: Erste Entscheidung (X-Men: First Class) – Ko-Drehbuchautorin
- 2011: Eine offene Rechnung (The Debt) – Ko-Drehbuchautorin, Story
- 2012: Die Frau in Schwarz (The Woman in Black) – Drehbuchautorin
- 2014: X-Men: Zukunft ist Vergangenheit (X-Men: Days of Future Past) – Ko-Drehbuchautorin, Story
- 2014: Kingsman: The Secret Service – Drehbuchautorin
- 2014: Die Frau in Schwarz 2: Engel des Todes (The Woman in Black: Angel of Death) – Ko-Drehbuchautorin
- 2016: Die Insel der besonderen Kinder (Miss Peregrine’s Home for Peculiar Children)
- 2016: The Limehouse Golem – Drehbuchautorin
- 2017: Kingsman: The Golden Circle – Drehbuchautorin
- 2020: Rebecca – Drehbuchautorin

## Auszeichnungen
2008 gewannen Jane Goldman und Matthew Vaugn mit Der Sternwanderer einen Hugo Award for Best Dramatic Presentation. Für den Film Kick-Ass von 2010 waren Goldman und Vaughn für den British Independent Film Award und den Evening Standard British Film Award in der Kategorie Bestes Drehbuch nominiert. In der Kategorie Bestes Originaldrehbuch gewannen die beiden den Writers’ Guild of Great Britain Award.